# 火焰之纹章系列电子游戏列表
「《火焰之纹章》系列」是由Intelligent Systems開發、任天堂發行的一系列戰略角色扮演遊戲。系列首作《暗黑龍與光之劍》於1990年發行，以紅白機為遊玩平台。它本是電子遊戲製作人加賀昭三構思設計，並聯同三位學生以同人遊戲項目來製作的遊戲。後來遊戲取得成功，促成系列的誕生。加賀領導了數款系列作品的開發，但在《多拉基亞776》完成後便从Intelligent Systems离职，後續作品則由多位製作人接手。截至2023年，系列已推出17部主要遊戲以及5部衍生作品，最新作品是《火焰之纹章 Engage》。

## 主要游戏
| 作品 | |
| --- | --- |
| 火焰之纹章 暗黑龙与光之剑首发日期： - 日本：1990年4月20日 - 北美：2020年12月4日 - 欧洲：2020年12月4日 - 澳洲：2020年12月4日 | 各平台发行年份： - 1990年 － 红白机 - 2009年 － Wii Virtual Console - 2012年 － 任天堂3DS Virtual Console - 2014年 － Wii U Virtual Console - 2019年 － 任天堂Switch（任天堂Switch Online）                                             |
| 火焰之纹章 暗黑龙与光之剑首发日期： - 日本：1990年4月20日 - 北美：2020年12月4日 - 欧洲：2020年12月4日 - 澳洲：2020年12月4日 | 备注： - 日文版标题为「」（Faiā Emuburemu Ankoku Ryū to Hikari no Tsurugi或Hikari no Ken）。 - 英文版标题为「」。 - 任天堂DS重制版《火焰之纹章 新·暗黑龙与光之剑》于2008年发行。 - 2020年上架任天堂Switch eShop，首次面向西方市场发行。 |
| 火焰之纹章外传首发日期： - 日本：1992年3月14日                                                                              | 各平台发行年份： - 1992年 － 红白机 - 2009年 － Wii Virtual Console - 2013年 － 任天堂3DS Virtual Console - 2014年 － Wii U Virtual Console                                                                                             |
| 火焰之纹章外传首发日期： - 日本：1992年3月14日                                                                              | 备注： - 日文版标题为「」（Faiā Emuburemu Gaiden）。 - 任天堂3DS重制版《火焰之纹章 回声 另一位英雄王》于2017年发行。 |
| 火焰之纹章 纹章之谜首发日期： - 日本：1994年1月21日                                                                         | 各平台发行年份： - 1994年 － 超级任天堂 - 2006年 － Wii Virtual Console - 2013年 － Wii U Virtual Console - 2016年 － 新任天堂3DS Virtual Console - 2017年 － 迷你超级任天堂 - 2020年 － 任天堂Switch（任天堂Switch Online）            |
| 火焰之纹章 纹章之谜首发日期： - 日本：1994年1月21日                                                                         | 备注： - 日文版标题为「」（Faiā Emuburemu Monshō no Nazo）。 - 任天堂DS重制版《火焰之纹章 新·纹章之谜 ～光与影的英雄～》于2010年发行。                                                                                                  |
| 火焰之纹章 圣战之系谱首发日期： - 日本：1996年5月14日                                                                       | 各平台发行年份： - 1996年 － 超级任天堂 - 2007年 － Wii Virtual Console - 2013年 － Wii U Virtual Console - 2016年 － 新任天堂3DS Virtual Console                                                                                       |
| 火焰之纹章 圣战之系谱首发日期： - 日本：1996年5月14日                                                                       | 备注： - 日文版标题为「」（Faiā Emuburemu Seisen no Keifu）。 |
| 火焰之纹章 多拉基亚776首发日期： - 日本：1999年9月1日                                                                       | 各平台发行年份： - 1999年 － 超级任天堂 - 2008年 － Wii Virtual Console - 2013年 － Wii U Virtual Console - 2013年 － 新任天堂3DS Virtual Console                                                                                       |
| 火焰之纹章 多拉基亚776首发日期： - 日本：1999年9月1日                                                                       | 备注： - 日文版标题为「」（Faiā Emuburemu Torakia Nanananaroku）。 - 《圣战之系谱》的外传定位作品。 |
| 火焰之纹章 封印之剑首发日期： - 日本：2002年3月29日                                                                         | 各平台发行年份： - 2002年 － Game Boy Advance - 2015年 － Wii U Virtual Console - 2023年 － 任天堂Switch（任天堂Switch Online） |
| 火焰之纹章 封印之剑首发日期： - 日本：2002年3月29日                                                                         | 备注： - 日文版标题为「」（Faiā Emuburemu Fūin no Tsurugi）。 - 系列生父加贺昭三由此开始退出系列游戏制作。 - 中国大陆神游科技曾本地化该作，但最终未得发行。                                                                             |
| 火焰之纹章 烈火之剑首发日期： - 日本：2003年4月25日 - 北美：2003年11月3日 - 欧洲：2004年7月16日                             | 各平台发行年份： - 2003年 － Game Boy Advance - 2014年 － Wii U Virtual Console - 2023年 － 任天堂Switch（任天堂Switch Online） |
| 火焰之纹章 烈火之剑首发日期： - 日本：2003年4月25日 - 北美：2003年11月3日 - 欧洲：2004年7月16日                             | 备注： - 日文版标题为「」（Faiā Emuburemu Rekka no Ken）。 - 英文版标题为「」 - 系列首次在日本以外发行。 - 《封印之剑》的前传。 - 中国大陆神游科技曾本地化该作，但最终未得发行。                                                        |
| 火焰之纹章 圣魔之光石首发日期： - 日本：2004年10月7日 - 北美：2005年5月23日 - 欧洲：2005年11月4日                           | 各平台发行年份： - 2004年 － Game Boy Advance - 2011年 － 任天堂3DS（任天堂3DS大使计划） - 2014年 － Wii U Virtual Console - 2025年 － 任天堂Switch（任天堂Switch Online）                                                              |
| 火焰之纹章 圣魔之光石首发日期： - 日本：2004年10月7日 - 北美：2005年5月23日 - 欧洲：2005年11月4日                           | 备注： - 日文版标题为「」（Faiā Emuburemu Seima no Kōseki）。 - 英文版标题为「」。 |
| 火焰之纹章 苍炎之轨迹首发日期： - 日本：2005年4月20日 - 北美：2005年10月17日 - 欧洲：2005年11月4日 - 澳洲：2005年12月1日    | 各平台发行年份： - 2005年 － 任天堂GameCube |
| 火焰之纹章 苍炎之轨迹首发日期： - 日本：2005年4月20日 - 北美：2005年10月17日 - 欧洲：2005年11月4日 - 澳洲：2005年12月1日    | 备注： - 日文版标题为「」（Faiā Emuburemu Sōen no Kiseki）。 - 英文版标题为「」。 - 系列首款全3D画面作品。 |
| 火焰之纹章 晓之女神首发日期： - 日本：2007年2月22日 - 北美：2007年11月5日 - 欧洲：2008年3月14日 - 澳洲：2008年4月10日       | 各平台发行年份： - 2007年 － Wii |
| 火焰之纹章 晓之女神首发日期： - 日本：2007年2月22日 - 北美：2007年11月5日 - 欧洲：2008年3月14日 - 澳洲：2008年4月10日       | 备注： - 日文版标题为「」（Faiā Emuburemu Akatsuki no Megami）。 - 英文版标题为「」。 - 情节设定于《苍炎之轨迹》三年后。 |
| 火焰之纹章 觉醒首发日期： - 日本：2012年4月19日 - 北美：2013年2月4日 - 欧洲：2013年4月19日                                  | 各平台发行年份： - 2012年 － 任天堂3DS |
| 火焰之纹章 觉醒首发日期： - 日本：2012年4月19日 - 北美：2013年2月4日 - 欧洲：2013年4月19日                                  | 备注： - 日文版标题为「」（Faiā Emuburemu Kakusei）。 - 英文版标题为「」。 - 原计划为系列最终作，但因在日本国外大受欢迎，制作者决定继续开发系列续作。                                                                                   |
| 火焰之纹章if首发日期： - 日本：2015年6月25日 - 臺港：2015年11月6日 - 北美：2016年2月19日 - 欧洲：2016年5月20日              | 各平台发行年份： - 2015年 － 任天堂3DS |
| 火焰之纹章if首发日期： - 日本：2015年6月25日 - 臺港：2015年11月6日 - 北美：2016年2月19日 - 欧洲：2016年5月20日              | 备注： - 日文版标题为「」（Faiā Emuburemu Ifu）。 - 英文版标题为「」。 - 分《白夜王國》、《暗夜王國》、《透魔王國》三个版本。 |
| 火焰之纹章 风花雪月首发日期： - 全球：2019年7月26日                                                                         | 各平台发行年份： - 2019年 － 任天堂Switch |
| 火焰之纹章 风花雪月首发日期： - 全球：2019年7月26日                                                                         | 备注： - 日文版标题为「」（Faiā Emuburemu Fūkasetsugetsu）。 - 英文版标题为「」。 - 全球同步发售，支援中文。 |
| 火焰之纹章 Engage首发日期： - 全球：2023年1月20日                                                                           | 各平台发行年份： - 2023年 － 任天堂Switch |
| 火焰之纹章 Engage首发日期： - 全球：2023年1月20日                                                                           | 备注： - 日文版标题为「」（Faiā Emuburemu Engēji，直译：「Fire Emblem Engage」）。 - 全球统一标题。 |

### 重制游戏
| 作品 | |
| --- | --- |
| 火焰之纹章 新·暗黑龙与光之剑首发日期： - 日本：2008年8月7日 - 欧洲：2008年12月5日 - 北美：2009年2月16日 - 澳洲：2009年2月26日                        | 各平台发行年份： - 2008年 － 任天堂DS - 2015年 － Wii U Virtual Console                                                                                            |
| 火焰之纹章 新·暗黑龙与光之剑首发日期： - 日本：2008年8月7日 - 欧洲：2008年12月5日 - 北美：2009年2月16日 - 澳洲：2009年2月26日                        | 备注： - 日文版标题为「」（Faiā Emuburemu Shin Ankoku Ryū to Hikari no Ken）。 - 英文版标题为「」。 - 《火焰之纹章 暗黑龙与光之剑》的重制版。 - 系列首款重制作品。 |
| 火焰之纹章 回声 另一位英雄王首发日期： - 日本：2017年4月20日 - 臺港：2017年4月20日 - 北美：2017年5月19日 - 欧洲：2017年5月19日 - 澳洲：2017年5月20日 | 各平台发行年份： - 2017年 － 任天堂3DS |
| 火焰之纹章 回声 另一位英雄王首发日期： - 日本：2017年4月20日 - 臺港：2017年4月20日 - 北美：2017年5月19日 - 欧洲：2017年5月19日 - 澳洲：2017年5月20日 | 备注： - 日文版标题为「」（Faiā Emuburemu Echoes Mō Hitori no Eiyūō）。 - 英文版标题为「」。 - 《火焰之纹章外传》的重制版。 - 系列首款中文化作品。                 |
| 火焰之纹章 新·纹章之谜 ～光与影的英雄～首发日期： - 日本：2010年7月15日                                                                              | 各平台发行年份： - 2010年 － 任天堂DS |
| 火焰之纹章 新·纹章之谜 ～光与影的英雄～首发日期： - 日本：2010年7月15日                                                                              | 备注： - 日文版标题为「」（Faiā Emuburemu Shin Monshō no Nazo Hikari to Kage no Eiyū）。 - 《火焰之纹章 纹章之谜》的重制版。                                       |

## 其他遊戲
| 作品 | |
| --- | --- |
| BS火焰之纹章 阿卡内亚战记首发日期： - 日本：1997年                                                                | 各平台发行年份： - 1997年 － Satellaview |
| BS火焰之纹章 阿卡内亚战记首发日期： - 日本：1997年                                                                | 备注： - 原文标题为「」（BS Faiā Emuburemu Akaneia Senki）。 - 《暗黑龙于光之剑》的前传。                                                                 |
| 幻影异闻录♯FE首发日期： - 日本：2015年12月26日 - 北美：2016年6月24日 - 欧洲：2016年6月24日 - 全球：2020年1月17日  | 各平台发行年份： - 2015年 － Wii U - 2020年 － 任天堂Switch                                                                                               |
| 幻影异闻录♯FE首发日期： - 日本：2015年12月26日 - 北美：2016年6月24日 - 欧洲：2016年6月24日 - 全球：2020年1月17日  | 备注： - 原文标题为「」（Genei Ibunroku Shāpu Efuī）。 - 英文版标题为「」。 - 角色扮演游戏。 - 「《火焰之纹章》系列」与「《女神异闻录》系列」的跨界作品。 |
| 聖火降魔錄 英雄雲集首发日期： - 日本：2017年2月2日 - 北美：2017年2月2日 - 臺港：2017年11月28日                    | 各平台发行年份： - 2017年 － Android、iOS |
| 聖火降魔錄 英雄雲集首发日期： - 日本：2017年2月2日 - 北美：2017年2月2日 - 臺港：2017年11月28日                    | 备注： - 原文标题为「」（Faiā Emuburemu Hīrōzu，直译：「Fire Emblem Heroes」）。                                                                          |
| 聖火降魔錄無雙首发日期： - 日本：2017年9月28日 - 香港：2017年9月28日 - 全球：2017年10月20日 - 臺灣：2017年12月1日 | 各平台发行年份： - 2017年 － 任天堂Switch、新任天堂3DS |
| 聖火降魔錄無雙首发日期： - 日本：2017年9月28日 - 香港：2017年9月28日 - 全球：2017年10月20日 - 臺灣：2017年12月1日 | 备注： - 原文标题为「」（Fire Emblem Musō）。 - 英文标题为「」。 - 砍杀游戏。 - 「火焰之纹章系列」与「《无双》系列」的跨界作品。                          |
| 火焰之纹章无双 风花雪月首发日期： - 全球：2022年6月24日                                                           | 各平台发行年份： - 2022年 － 任天堂Switch |
| 火焰之纹章无双 风花雪月首发日期： - 全球：2022年6月24日                                                           | 备注： - 原文标题为「」（Fire Emblem Musō Fūkasetsugetsu）。 - 英文标题为「」。 - 第二款「火焰之纹章系列」与「《无双》系列」的跨界作品。                  |